# Maurice De Coster
 Maurice De Coster est un footballeur international belge né le 20 avril 1890 et mort à une date non connue.
Il jouait dans l'entre-jeu à l'Excelsior SC de Bruxelles et au Racing Club de Bruxelles avant la guerre 1914-1918. 
Il a été sélectionné cinq fois en équipe nationale entre 1913 et 1914.

## Palmarès
- International belge A en 1913 et 1914 (5 sélections)
- première sélection: le 2 novembre 1913, Belgique-Suisse, 2-0